# Thomas Mann Randolph

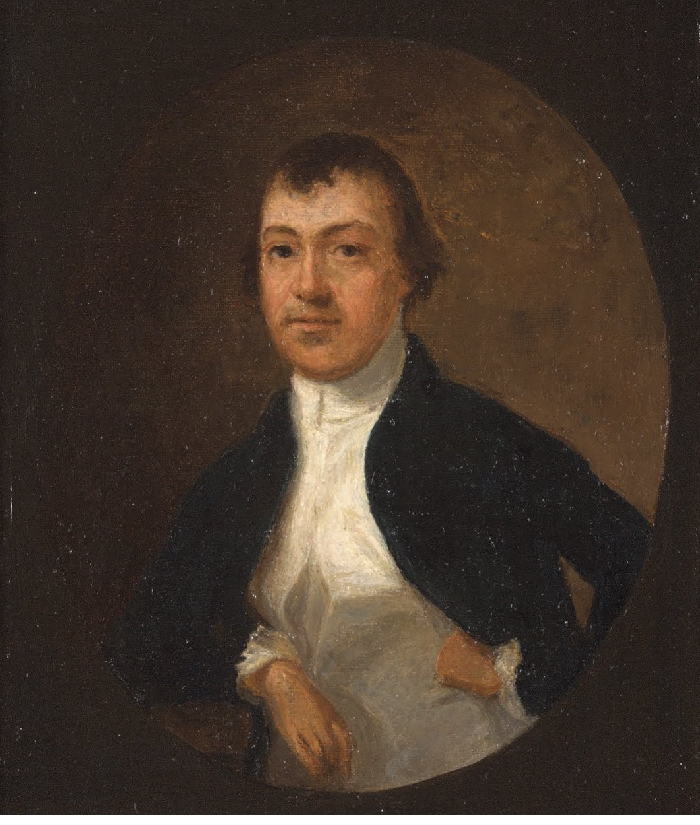
Porträt Thomas Mann Randolphs, um 1790

Thomas Mann Randolph Jr. (* 1. Oktober 1768 in Tuckahoe, Goochland County, Colony of Virginia; † 20. Juni 1828 in Monticello, Virginia) war ein US-amerikanischer Politiker und von 1819 bis 1822 Gouverneur des Bundesstaates Virginia. Zwischen 1803 und 1807 vertrat er seinen Staat im US-Repräsentantenhaus.

## Frühe Jahre und politischer Aufstieg
Thomas Randolph war ein Nachfahre von Pocahontas und ihrem britischen Ehemann John Rolfe. Er war der Bruder von Mary Randolph und Virginia Randolph Cary. Thomas genoss zunächst eine private Erziehung und besuchte dann das College of William & Mary in Williamsburg. Zwischen 1785 und 1788 studierte er dann an der University of Edinburgh in Schottland. 
Randolph war Mitglied der Demokratisch-Republikanischen Partei. Von 1793 bis 1794 gehörte er dem Senat von Virginia an, zwischen dem 4. März 1803 und dem 3. März 1807 war er Abgeordneter im Kongress. Während des Britisch-Amerikanischen Kriegs von 1812 war er Oberst einer Infanterieeinheit. Nach dem Krieg wurde er in das Abgeordnetenhaus von Virginia gewählt.

## Gouverneur von Virginia und weiterer Lebenslauf
Im Jahr 1819 wurde Thomas Randolph von der Legislative zum Gouverneur seines Staates gewählt. Nachdem er in den Jahren 1820 und 1821 jeweils wiedergewählt worden war, konnte er dieses Amt zwischen dem 11. Dezember 1819 und dem 11. Dezember 1822 bekleiden. Seine Amtszeit verlief ohne besondere Zwischenfälle. Nach seiner Gouverneurszeit war er nochmals Abgeordneter im Repräsentantenhaus seines Staates. Thomas Randolph war mit Martha Washington Jefferson, der Tochter von Thomas Jefferson, verheiratet. Das Paar hatte elf Kinder. Thomas Randolph starb im Juni 1828 in Monticello, dem Landsitz seines am 4. Juli 1826 verstorbenen Schwiegervaters.
Randolph war Freimaurer und Mitglied der Door to Virtue Lodge No. 44, der auch sein Sohn Thomas Jefferson Randolph angehörte.